# Tinodes wodgabay
Tinodes wodgabay är en nattsländeart som beskrevs av Malicky och Chantaramongkol 1989. Tinodes wodgabay ingår i släktet Tinodes och familjen tunnelnattsländor. Inga underarter finns listade i Catalogue of Life.